# Olle Olsson (professor)
Olle Olsson, född 1911 i Landskrona, död 1999, var en svensk läkare (radiolog) och professor.

## Biografi
Olsson avlade läkarexamen 1937 och 1943 blev han medicine doktor. Redan 1949 blev han professor i röntgenologi i Lund, en tjänst han innehade till pensioneringen 1977. Han var även chefläkare vid lasarettet i Lund 1956-1977 och ansvarade för planeringen av den nya sjukhusbyggnaden. Olsson var vetenskaplig rådgivare till Socialstyrelsen 1970-1977. Han var ordförande för både Svensk Förening för Medicinsk Radiologi, Nordisk Förening för Medicinsk Radiologi och European Association of Radiology (EAR), numera European Society of Radiology (ESR). 1969 tilldelades han Landskrona stads hedersmedalj och han var hedersmedlem i över 50 radiologiska föreningar världen över.